# Weissach
Weissach là một thị xã nằm ở huyện Böblingen, thuộc bang Baden-Württemberg, Đức.

## Thị trưởng
- 1948–1972: Herrmann Kempf
- 1973–1997: Wolfgang Lucas
- 1997–2005: Roland Portmann
- 2005–2006: Reinhard Riesch
- 2006–2014: Ursula Kreutel
- 2014–2022: Daniel Töpfer
- Từ năm 2022: Jens Millow